# Robin Hood (film, 1973)
Robin Hood je americký animovaný a komediální film režiséra Wolfganga Reithermana. Filmové hvězdy Brian Bedford, Phil Harris, Peter Ustinov, Pat Buttram, Monica Evans, a Carole Shelley.

## Obsazení
- Brian Bedford - Robin Hood
- Monica Evans - Maid Marian (Panna Mariana)
- Nancy Adams - Maid Marian (Panna Mariana) (zpěv)
- Phil Harris - Little John (Malý Jan)
- Roger Miller - Alan-a-Dale (Kokrháč), Narrator (Vyprávěč)
- Andy Devine - Friar Tuck (Bratr Tuck)
- Peter Ustinov - Prince John (Princ Jan), King Richard (Král Richard)
- Terry-Thomas - Sir Hiss (Sir Syk)
- Carole Shelley - Lady Kluck (Lady Kvochavá)
- Pat Buttram - The Sheriff of Nottingham (Nottinghamský šerif)
- George Lindsey - Trigger (Lučík)
- Ken Curtis - Nutsy (Cvoček)
- Billy Whitaker - Skippy (Hopek)
- Dana Laurita - Sis
- Dori Whitaker - Tagalong
- Richie Sanders - Toby
- Barbara Luddy - Mother Rabbit (Máma zaječice), Sexton's wife (Sextonova žena)
- John Fiedler - Sexton
- Candy Candido - the Captain of the Guard (Kapitán stráží)
- J. Pat O'Malley - Otto

### Český dabing
- Karel Dobrý - Robin Hood
- Helena Brabcová - Panna Mariana
- Jaromír Meduna - Malý Jan
- Jiří Korn - Kokrháč, vyprávěč
- Petr Oliva - Bratr Tuck
- Pavel Šrom - Princ Jan
- Jiří Knot - Sir Syk, Sexton
- Jana Altmannová - Lady Kvochavá
- Václav Vydra - Nottinghamský šerif
- Vladimír Kudla - Lučík
- Rudolf Kubík - Cvoček
- Martin Zahálka - Král Richard
- Ondřej Sova - Hopek
- Nora Najimová - Sis
- Johana Krtičková - Tagalong
- Marek Páleníček - Toby
- Růžena Merunková - Máma zaječice, Sextonova žena
- Tomáš Racek - Kapitán stráží, Otto